# Om al-Nasr
Om al-Nasr, ou Al-Qaraya al-Badawiya, est un village du gouvernorat de Gaza-Nord en Palestine. Selon le recensement du bureau central palestinien des statistiques, la localité compte une population de 4 737 habitants en 2017.